# Trubbpilblad
Trubbpilblad (Sagittaria natans) är en svaltingväxtart som beskrevs av Pall.. Trubbpilblad ingår i släktet pilbladssläktet, och familjen svaltingväxter. Inga underarter finns listade.
Mellanpilblad (Sagittaria natans x sagittifolia), är en hybrid mellan trubbpilblad och pilblad.